# Против Лептина об ателлии
«Против Лептина об ателлии» — речь древнегреческого оратора Демосфена, произнесённая в 355/354 году до н. э., наиболее ранняя из его речей, имевших общественное значение. Сохранилась в составе «демосфеновского корпуса» под номером XX. Сохранились также два пересказа речи, подготовленные Либанием.

## Исторический фон
В 356/355 году до н. э. Лептин внёс в афинское Народное собрание законопроект о запрете на будущее предоставления гражданам ателлии (освобождения от общественных повинностей). Батипп выступил против этой инициативы, но вскоре, по одним данным, умер, а по другим, был подкуплен Лептином. Спустя год Ктесипп, сын Хабрия, и Апсефион, сын Батиппа, выдвинули судебный иск против закона Лептина (сам Лептин не мог быть привлечён к ответственности, так как срок давности уже истёк). Демосфен стал синегором (представителем в суде) Ктесиппа. В своей речи он настаивал на том, что Лептин, внося инициативу, нарушил процедуру (ему следовало сначала отменить противоречащие его предложению законы), что запрет награды вредит «справедливости и славе государства».